# Euproctis sparsa
Euproctis sparsa är en fjärilsart som beskrevs av Alfred Ernest Wileman 1910. Euproctis sparsa ingår i släktet Euproctis och familjen tofsspinnare. Inga underarter finns listade i Catalogue of Life.